# أليسيو سيستو
أليسيو سيستو (بالإيطالية: Alessio Sestu)‏ (29 سبتمبر 1983 بروما في إيطاليا - ) هو لاعب كرة قدم إيطالي في مركز الوسط. لعب مع كييفو فيرونا ونادي أفيلينو ونادي باري ونادي بريشيا ونادي تريفيزو ونادي ريجينا ونادي ساليرنيتانا ونادي سامبدوريا ونادي سيتاديلا ونادي سيينا ونادي فيتشينزا ونادي مانتوفا ونادي سودتيرول ونادي فيرتوس إينتيلا وASD GC Sora ‏.

## روابط خارجية
- أليسيو سيستو على موقع قاعدة بيانات كرة القدم.إي يو (الإنجليزية)
- أليسيو سيستو على موقع Soccerway.com (الإنجليزية)
- أليسيو سيستو على موقع عالم كرة القدم.نت (الإنجليزية)
- أليسيو سيستو على موقع AS.com (الإسبانية)